# Carlos Sahagún Beltrán
Carlos Sahagún Beltrán (Onil, Alcoià, 4 de juny de 1938-28 d'agost 2015) és un poeta valencià en llengua espanyola, premi Nacional de Poesia en 1980. També va obtenir el Premi Adonais en 1957 i el Premi Boscán en 1960.
Va viure a Alacant fins a 1956, any en el qual es va traslladar a Madrid per completar els seus estudis de Filosofia i Lletres; es llicencià en Filologia Romànica en 1959. Va ser Lector d'Espanyol en la Universitat d'Exeter (Anglaterra) i des de 1965 va exercir la docència com a catedràtic de Llengua i Literatura Espanyoles a Segòvia, Barcelona, Les Palmes, Madrid i Palerm.
En 1963 va ser inclòs en l'antologia Poesía última de Francisco Ribes, on també apareixen poemes de Claudio Rodríguez, Ángel González, José Ángel Valente i Eladio Cabañero, autors que conformen el grup poètic madrileny que es va donar a conèixer en la dècada dels anys cinquanta, al qual els crítics van batejar amb el nom de Generació del 50.
La poesia de Carlos Sahagún ofereix una perfecta construcció formal. En gairebé tots els seus llibres són palesos el to elegíac, la malenconia davant el pas del temps, tant en els poemes que fan referència a la infància com en els quals aborden el tema amorós o el polític, o en aquells que responen a una temàtica més difusa, en la qual predominen elements vagament irracionals i de vegades onírics. El tema de la infància, vinculada a les circumstàncies històriques de la postguerra espanyola, és essencial en la seva obra i adquireix en ella una dimensió simbòlica, convertint-se en metàfora de la condició humana i emblema de l'orfandat existencial de l'home.

## Obres
- Hombre naciente, Alacant: Cuadernos Silbo, 1955.
- Profecías del agua, Madrid: Rialp, 1958. (Premi Adonais 1957)
- Como si hubiera muerto un niño, Barcelona: Instituto de Estudios Hispánicos, 1961. Reedicions: Los premios "Boscán" de poesía (1949-1961), Barcelona: Plaza & Janés, 1963; Madrid: Ediciones La Palma, 1992; Madrid: Bartleby Editores 2008, epíleg d'Antonio Lucas. (Premi Boscán 1960)
- Estar contigo, Lleó: Colección Provincia, 1973. (Premi Juan Ramón Jiménez 1974)
- En la noche, Màlaga: El Guadalhorce, 1976.
- Primer y último oficio, Lleó: Colección Provincia, 1979. Reedició: Barcelona: Los Libros de la Frontera, 1981, col⋅lecció "El Bardo". (Premi Provincia de León 1978 i Nacional de Literatura 1980)

## Recopilacions
- Memorial de la noche (1957-1975), Barcelona: Lumen, 1976.
- Las invisibles redes (Antología amorosa), pròleg de Julio Rodríguez Puértolas, Pamplona: Pamiela, 1989.
- Poesías escogidas (1957-1994), Madrid: Anteo, 2000.
- Poesías completas (1957-2000), Sevilla: Renacimiento, 2015.

## Estudis
- Nos queda la Palabra, número 7. Dedicat a Carlos Sahagún. Madrid, setembre de 1977.
- González Guerrero, María del Carmen, La poesía de los 60. La obra de Carlos Sahagún, Memoria de Licenciatura. Madrid: Universidad Complutense, 1981.
- Debicki, Andrew P., "Carlos Sahagún: la transformación metafórica", en Poesía del conocimiento. La generación española de 1956-1971, Madrid: Júcar, 1987, pàgs. 225-256.
- Navarro Pastor, Santiago, Nombres de la desolación. La poesía de Carlos Sahagún, Memoria de Licenciatura. Alacant: Universitat d'Alacant, 1989.
- Prieto de Paula, Ángel Luis, "Carlos Sahagún: un poeta en la frontera", en La lira de Arión. De poesía y poetas españoles del siglo XX, Alacant: Universitat d'Alacant, 1991, págs. 189-220.
- Balmaseda Maestu, Enrique, La poesía de Carlos Sahagún. Logronyo: Universitat de La Rioja; Alacant: Institut de Cultura Joan Gil-Albert, 1996.
- Poesía en el Campus, número 35. Dedicat a Carlos Sahagún. Saragossa, 1996.